# Emblème de la république socialiste soviétique de Lettonie

Emblème de la république socialiste soviétique de Lettonie

L'emblème de la RSS de Lettonie a été adopté le 25 août 1940 par le gouvernement de la RSS de Lettonie. Le blason est fondé sur le blason de l'Union soviétique. Il comporte des symboles de l'agriculture (blé) et de la culture maritime de la Lettonie (un coucher de soleil sur la mer Baltique). L'étoile rouge, ainsi que la faucille et le marteau pour la victoire du communisme et le « monde socialiste de la communauté d'États ». 
La banderole porte la devise d'État de l'URSS (« Prolétaires de tous les pays, unissez-vous ! ») à la fois dans en letton (Visu zemju proletārieši, savienojieties !) et en russe. 
Le nom de la RSS de Lettonie est disponible seulement en letton, et se lit Latvijas PSR, le « PSR debout » pour Padomju Sociālistiskā Republika ou « république socialiste soviétique ». 
L'emblème a été changé en 1990 pour les actuelles armoiries de la Lettonie, initialement adoptées en 1918.